# Lucio Furio Medullino Fuso
Lucio Furio Medullino Fuso (fl. IV secolo a.C.) è stato un politico e militare romano del IV secolo a.C.

## Primo tribunato consolare
Nel 381 a.C. fu eletto tribuno consolare con Marco Furio Camillo, Lucio Lucrezio Tricipitino Flavo, Aulo Postumio Albino Regillense, Marco Fabio Ambusto e Lucio Postumio Albino Regillense.
Contro tutte le regole, la conduzione della campagna di guerra contro i Volsci, che avevano occupato la colonia di Satrico, fu affidata a Furio Camillo e a Lucio Furio, estratto a sorte tra gli altri tribuni, che avrebbe dovuto fungere da aiutante di Furio Camillo, ormai avanti negli anni.
Lucio Furio però iniziò a criticare il generale, perché questo, arrivati davanti a Satrico, aveva adottato una tattica attendista, in ragione del maggior numero degli avversari. E quando Lucio Furio, che era pur sempre un magistrato di pari grado, gli prospettò la necessità dell'attacco contro i Volsci, Furio Camillo non si oppose, lasciando al collega il compito di condurre l'attacco, riservando per sé il comando delle riserve.
(Tito Livio, Ab Urbe condita libri, VI, 23.)
L'attacco delle legioni, guidate da Lucio Furio, si risolse in una sconfitta per i Romani, ricacciati indietro dai Volsci, e si sarebbe tramutato in una completa disfatta per i Romani se non fosse stato per il provvidenziale intervento dell'anziano generale. Lucio Furio, mitigò le proprie responsabilità, adoperandosi a trasmettere gli ordini di Furio Camillo nello scontro, a cui partecipò in prima persona, distinguendosi per il valore. Alla fine Furio Camillo riuscì a guidare i Romani alla vittoria.
Tra i tanti prigionieri i Romani ne riconobbero diversi provenienti dalla città alleata di Tusculum, e per questo Furio Camillo ne portò alcuni a Roma, perché fossero interrogati dai Senatori. Il Senato decise immediatamente per la guerra contro Tusculum, affidandola a Furio Camillo, che, contrariamente ad ogni pronostico, volle come collega Lucio Furio. Arrivati a Tusculum i Romani trovarono la città aperta, e tutti i cittadini disarmati, intenti alle loro normali attività. A questo punto Furio Camillo permise ai maggiorenti della città di recarsi a Roma, per ottenere il perdono dai Senatori, che lo concessero, proprio in virtù dell'atteggiamento apertamente remissivo dei tuscolani.

## Secondo tribunato consolare
Nel 370 a.C. fu eletto tribuno consolare con Servio Sulpicio Pretestato, Gaio Valerio Potito, Aulo Manlio Capitolino, Servio Cornelio Maluginense e Publio Valerio Potito Publicola.
L'elezione interruppe un periodo di 5 anni, durante il quale a Roma non si erano eletti tribuni consolari, a causa del veto posto dai tribuni della plebe Gaio Licinio Calvo Stolone e Lucio Sestio Laterano, e fu dovuta all'attacco che Velletri portò a Tusculum, città alleata dei romani.
I Romani respinsero gli attaccanti nella loro città, che fu posta sotto assedio, senza però che i Romani riuscissero ad espugnarla.

## Censura
Il suo nome appare ben conservato nei Fasti Capitolini dell'anno 363 a.C., anno in cui ricoprì la carica di censore assieme al collega Marco Fabio Ambusto.

### Fonti primarie
- Tito Livio, Ab Urbe condita libri, Libro VI.

### Fonti secondarie
- T. Robert S. Broughton, The Magistrates of the Roman Republic. Vol. 1: 509 B.C. - 100 B.C., Cleveland, Case Western Reserve University Press, 1968  [1951].